# Trumpetare (militärt yrke)

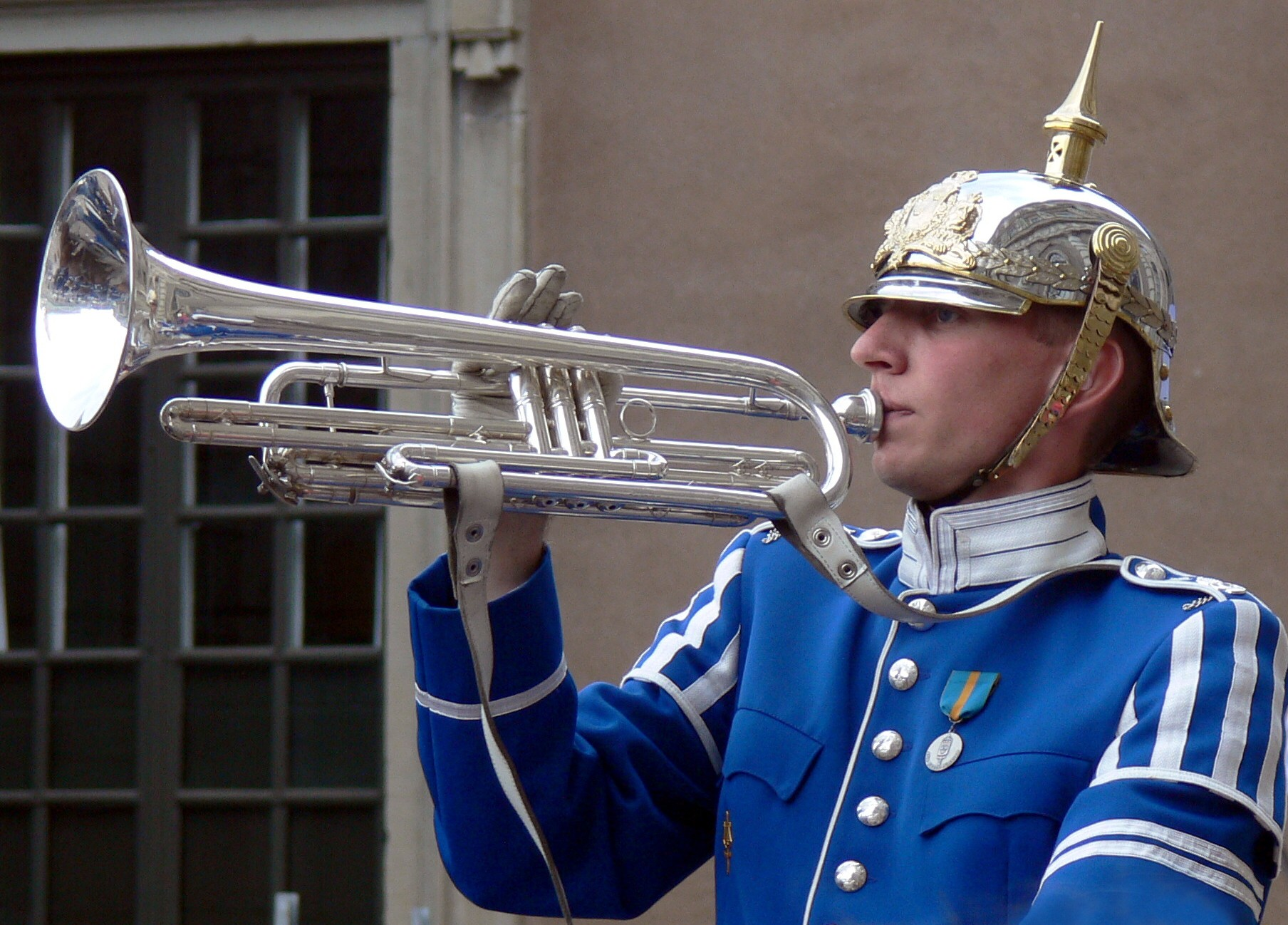
Modern svensk dragontrumpetare

Trumpetare var i äldre tider ett militärt yrke inom kavalleriet, drabanterna och flottan, senare även under artilleriet och dragonerna. Trumpetarna hade vid sidan av musikaliska och ceremoniella uppgifter en militär funktion i ordergivningen inom de nämnda truppslagen, där avstånd och buller kunde omöjliggöra muntliga order. I svenska militära sammanhang ingår ordet trumpetare ofta i sammansättningar som stabstrumpetare, regementstrumpetare med flera. Några av dessa ord betecknade funktioner vid de militära förbanden, andra militära grader. Situationen är svår att överblicka, eftersom beteckningarna inte behandlats samlat i tillgängliga källor. 
Trumpetarens betydelsesfulla men relativt underordnade ställning gör att beteckningen idag har störst intresse för släktforskare. Några släkter där många hade trumpetaryrket har benämnts trumpetarsläkter. Två sådana, en skånsk släkt Sjöstedt och en småländsk släkt Edman har beskrivits i bokform.

## Trumpetares militära funktioner

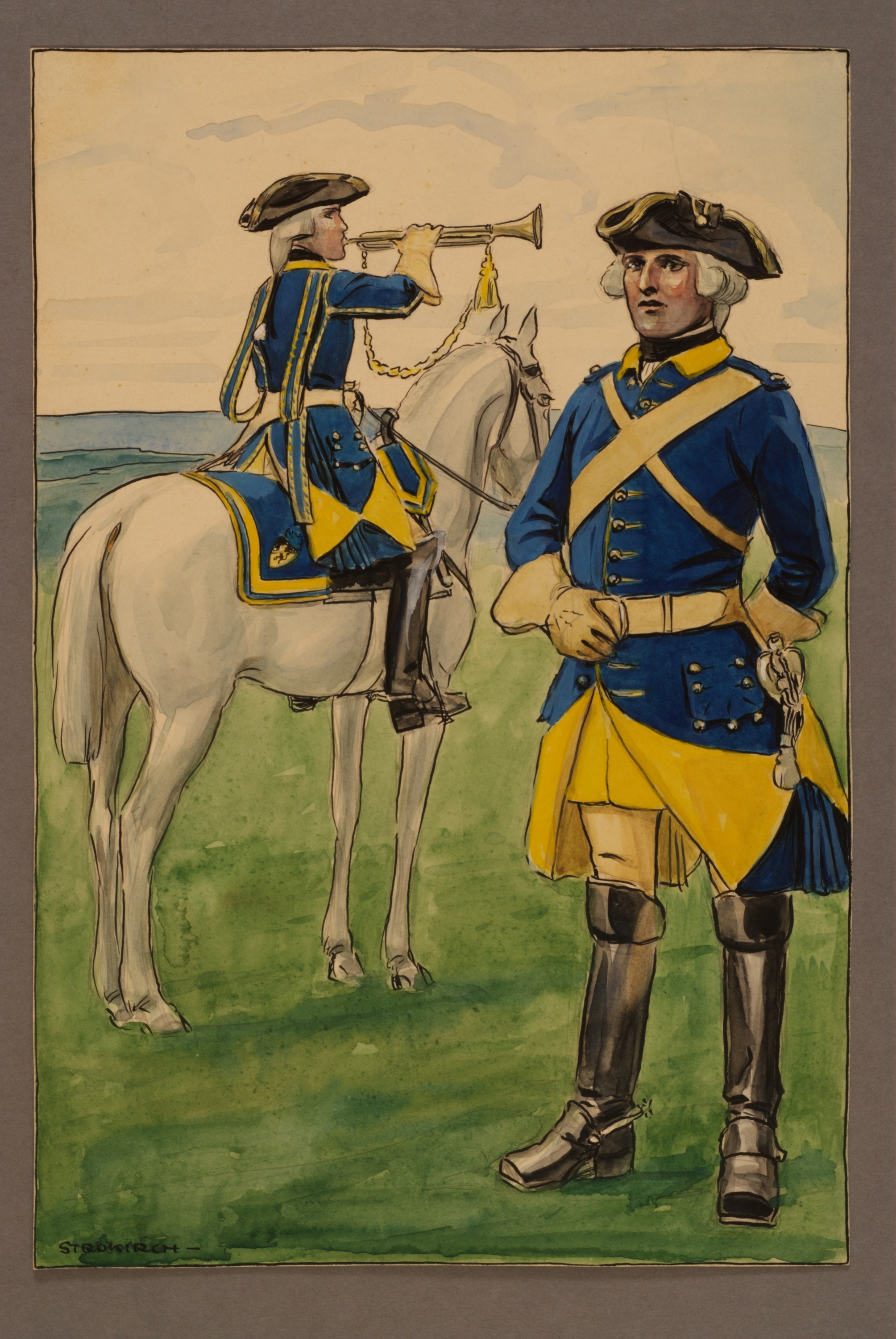
Trumpetare och underofficer vid Västgöta kavalleriregemente 1748.

Trumpetaren hade en stabsfunktion knuten till truppens befälhavare. Dennes order skulle förmedlas till truppen genom fastställda trumpetsignaler. För detta användes en signaltrumpet utan pistong eller ventiler. På ett sådant instrument är det bara toner i naturtonserien som kan frambringas, och för trumpetsignaler används bara de naturtoner som är lättast spelbara. Om instrumentets grundton betecknas med c, är dessa g', c'', e'' och g''.
Vid sidan av att blåsa signaler kunde trumpetaren fungera som befälhavarens ordonnans, alltså överbringare av skriftliga meddelanden.
Inom kavalleriet var enheterna regemente och skvadron, inom artilleriet regemente och batteri. Efter tjänstgöringsenheten kunde trumpetare därför benämnas regementstrumpetare, som stod högst i rang, skvadronstrumpetare och batteritrumpetare.
Trumpetare fick tidigt ceremoniella uppgifter. Vid Gustav Vasas intåg i Stockholm som nyvald kung 1523 anfördes processionen av trumpetare och pukslagare till häst. Den beridna högvakten i Stockholm anförs av en regementstrumpetare som rider framför den beridna dragonmusikkåren. När militärmusiken byggdes ut med reguljära musikkårer, fick trumpetarna funktioner i dessa, ofta på andra instrument. 
Kunskapen om trumpetsignalernas betydelse levde kvar också efter att trumpetarens militära funktion om inte försvunnit så i varje fall reducerats. Kanske förekom det militär instruktion om dem ännu på 1930-talet. Vid Ådalshändelserna 1931, då stamanställd militär trupp besköt demonstrerande arbetare med fem döda och lika många skadade som resultat, skall en trumpetare i demonstrationstågets orkester ha blåst trumpetsignalen "eld upphör", vilket fick beskjutningen att upphöra.

## Trumpetare i det militära gradsystemet

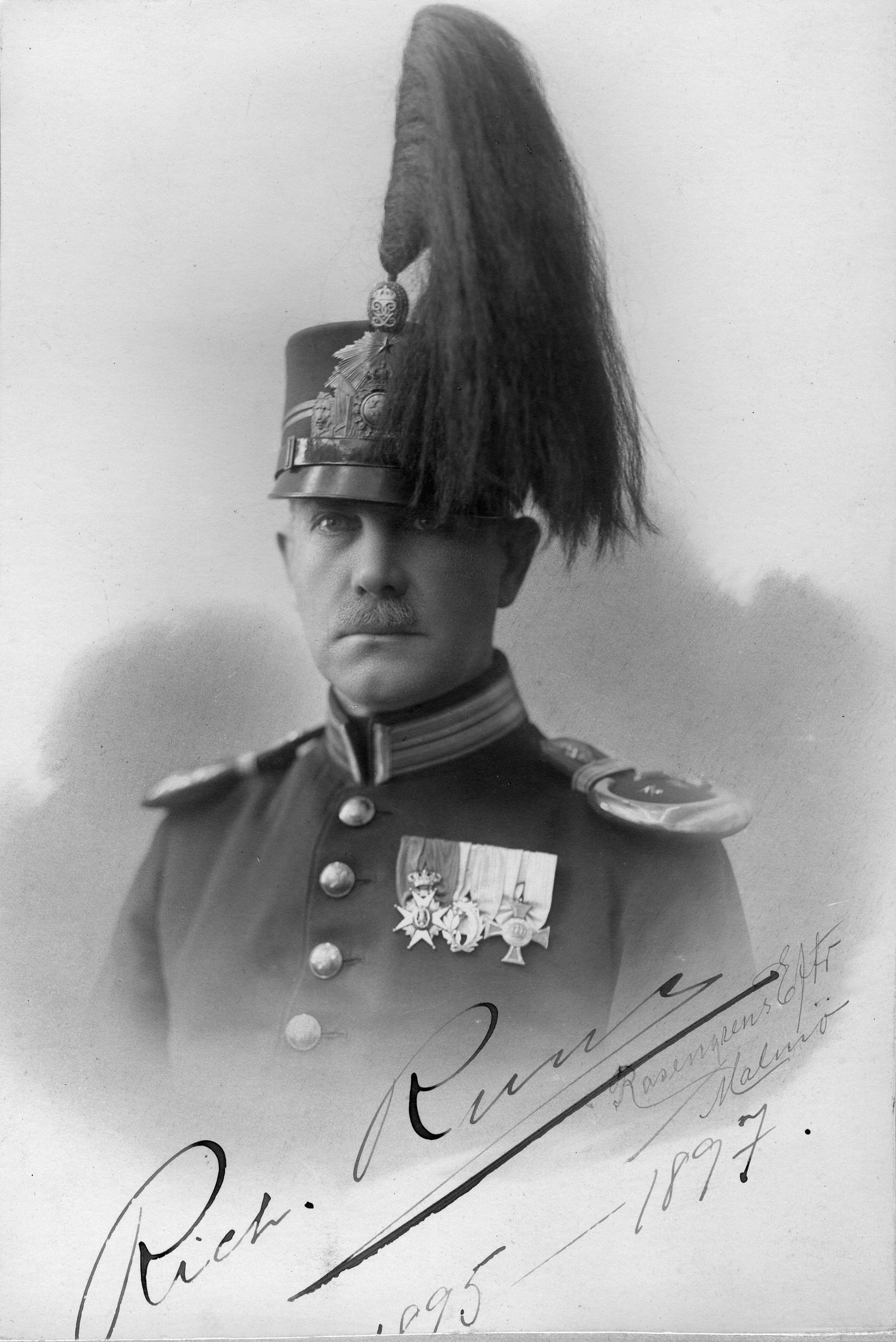
Stabstrumpetare och musikanförare vid Smålands artilleriregemente, cirka 1896.

Trumpetare hade rang som underofficer. Nordisk familjeboks 1:a och 2:a upplagor nämner stabstrumpetare,  som den högre graden i denna kategori. En lägre grad, sekondtrumpetare nämns i kyrkböckerna för trumpetare vid småländskt kavalleri under första delen av 1800-talet.. Dessa bör ha motsvarat graderna fanjunkare respektive sergeant för andra underofficerare. 
Bristen på enhetlighet i beteckningarna kommer tydligt fram, när man studerar översikter över Militärstatens personal i adresskalendrar för Stockholm och Göteborg. I motsats till Statskalendern tar dessa också med underofficerare. 
I Göteborgs  adress- och industri-kalender för 1882 finner man för Göta artilleriregemente 2 stabstrumpetare med graden styckjunkare och 10 batteritrumpetare av vilka en har graden styckjunkare, medan de 9 andra är sergeanter. I Stockholms adresskalender för samma år har Svea artilleriregemente  1 regementstrumpetare, 2 stabstrumpetare och 10 batteritrumpetare, medan det för Konungens lifgarde till häst bara nämns 8 trumpetare utan ytterligare kategorisering.
Efter indelningsverkets slutliga avskaffande 1901 försvann trumpetartiteln ur arméns rullor, och militärmusikerna betecknades som musikfanjunkare (styckjunkare vid artilleriet) och musiksergeanter oberoende av truppslag. Detta bör rimligen tolkas som att trumpetarna hade spelat ut sin roll som stridande personal. Inom kustartilleriet, som fick sin enhetliga organisation inom Marinen 1902, var stabstrumpetare av första respektive andra graden beteckningar motsvarande styckjunkare respektive sergeant.